# Sismògraf

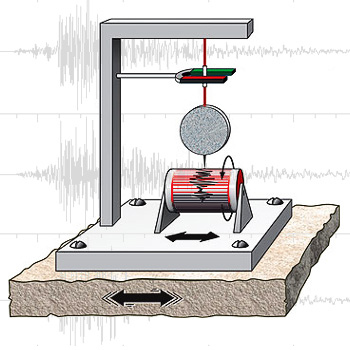
Esquema de funcionament del sismògraf tradicional

El sismògraf és un aparell que serveix per mesurar els moviments de la terra, incloent aquells de les ones sísmiques generades per terratrèmols, les erupcions volcàniques i la seva magnitud.
Els registres de les ones sísmiques permeten als sismòlegs cartografiar l'interior de la Terra i localitzar i mesurar la mida d'aquestes fonts diferents.
El principi elemental seria el d'un aparell que escriu (estilet) i un punt fix. Quan es nota una tremolor terrestre, la inèrcia fa que el punt fix no es mogui i el paper si, d'aquesta manera es registra la magnitud del terratrèmol amb l'escala de Richter. El sismògraf detecta qualsevol moviment de la terra a quilòmetres.
Un dels sensors utilitzats en els sismòmetres s'anomenen geòfons.

## Terminologia
L'etimologia de sismòmetre deriva de les paraules del grec σεισμός, seismós, una sacsejada o terratrèmol, de la paraula σείω, seíō, sacsejar; i μέτρον, métron, mesurar. Va ser encunyada per David Milne-Home el 1841, per a descriure un instrument dissenyat pel físic escocès James David Forbes.
Sismògraf s'utilitza més que no pas el seu sinònim sismòmetre. Un sismòscop, indica simplement que ha ocorregut un moviment sísmic, potser només amb el mesurament de com ha estat la seva durada.
La sismometria és la disciplina científica implicada, és una branca de la sismologia.

## Principis bàsics
Un sismògraf simple que és sensible als moviments de dalt a baix de la terra pot ser entès mitjançant la visualització d'un pes penjat d'una molla. A mesura que la terra es mou, el moviment relatiu entre el pes i la terra proporciona una mesura del moviment vertical de la terra. Si està instal·lat un sistema d'enregistrament, com ara un tambor giratori unit a l'estructura, i una ploma unida a la massa, aquest moviment relatiu entre el pes i la terra pot ser gravat per a produir un registre del moviment de terra, anomenat sismograma.
Qualsevol moviment de la terra mou el marc. La massa no tendeix a moure's a causa de la seva inèrcia, i mesurant el moviment entre el marc i la massa, es pot determinar el moviment del sòl.
Els primers sismògrafs utilitzaven palanques òptiques o connexions mecàniques per amplificar els moviments petits involucrats, registrant en paper cobert de sutge o paper fotogràfic.
Els instruments moderns utilitzen l'electrònica. En alguns sistemes, la massa es manté gairebé immòbil amb relació al bastidor per una electrònica bucle de retroalimentació negativa. El moviment de la massa respecte al bastidor es mesura, i al bucle de realimentació s'aplica una força magnètica o electroestàtica per mantenir la massa gairebé immòbil. El voltatge necessari per produir aquesta força és la sortida del sismòmetre, que es registra digitalment. En altres sistemes es permet que el pes a moure, i el seu moviment produeixi un voltatge en una bobina unida a la massa i es mou a través del camp magnètic d'un imant unit al bastidor. Aquest disseny s'utilitza sovint als geòfons utilitzats en els estudis sísmics per al petroli, el gas i altres materials objecte de mineria.
Els observatoris sísmics professionals solen tenir instruments de mesura de tres eixos: de nord a sud, d'est a oest, i la vertical. Si només hi ha un eix es pot mesurar, això és en general la vertical, ja que és menys sorollós i dona millors registres d'algunes ones sísmiques.
Els fonaments d'una estació sísmica són crítics.
Una estació professional de vegades es munta sobre una codina. Originàriament els sismògrafs europeus estaven muntats en zones concretes on hi havia hagut un terratrèmol especialment destructiu. Actualment, s'ubiquen en zones que proporcionen una bona cobertura o bé es concentren en zones d'alt risc.

## Història

### Temps antics

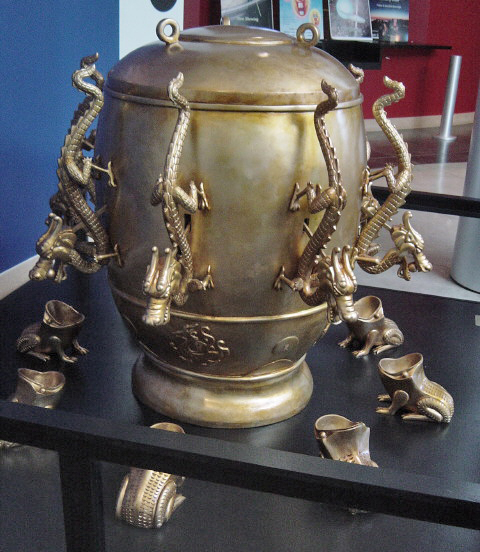
Rèplica del sismòscop de Zhang Heng Houfeng Didong Yi

L'any 132, Zhang Heng inventà el primer sismòscop que es va dir Houfeng Didong Yi (traduït com, "instrument per a mesurar els vents estacionals i els moviments de la Terra"). Era un gran recipient de bronze d'uns 2 metres de diàmetre; a vuit punts al voltant de la part de dalt hi havia uns caps de dragó que aguantaven boles de bronze. Quan hi havia un terratrèmol, una de les boques es podia obrir i deixar caure una bola a la base.

### Dissenys moderns
El principi és un gran pèndol estacionari amb un stylus (estilet) a baix. Quan la terra comença a moure's la massa pesant del pèndol té una inèrcia de continuar estant en el marc de referència. Com a resultat l'estilet esgarrapa un patró corresponent al moviment de la Terra. Mentre que no és prou sensible per detectar terratrèmols llunyans, aquest instrument pot indicar la direcció de les ones de pressió i així ajudar a localitzar l'epicentre d'un terratrèmol local.

## Instruments moderns

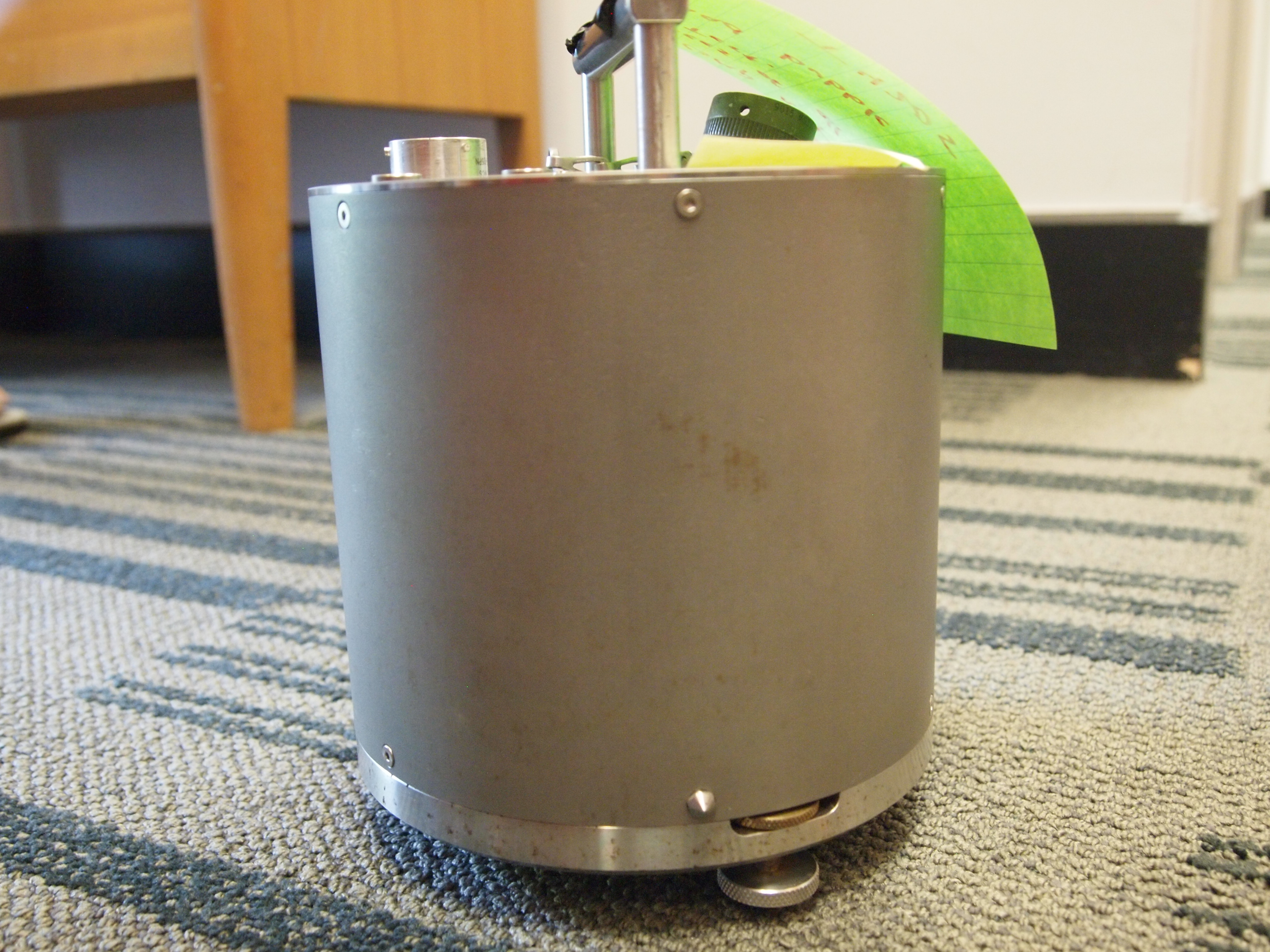
Sismòmetre triaxal de banda ampla CMG-40T

Els instruments moderns usen sensors electrònics, amplificadors, i aparells registradors. La majoria són de banda ampla i cobreixen un ample rang de freqüències. Alguns sismòmetres poden mesurar moviments amb freqüències des de 500 Hz fins a 0.00118 Hz (1/500 = 0.002 segons per cicle, a 1/0.00118 = 850 segons per cicle). La suspensió LaCoste utilitza un zero-length spring per a proporcionar un llarg període
(alta sensibilitat).

Alguns instruments moderns usen un disseny "triaxial", en el qual tres sensors de moviment idèntics estan conjugats al mateix angle a la vertical però 120 graus
a part a l'horitzontal. Els moviments vertical i horitzontal es poden computar a la sortida dels tres sensors.

### Telesismòmetres

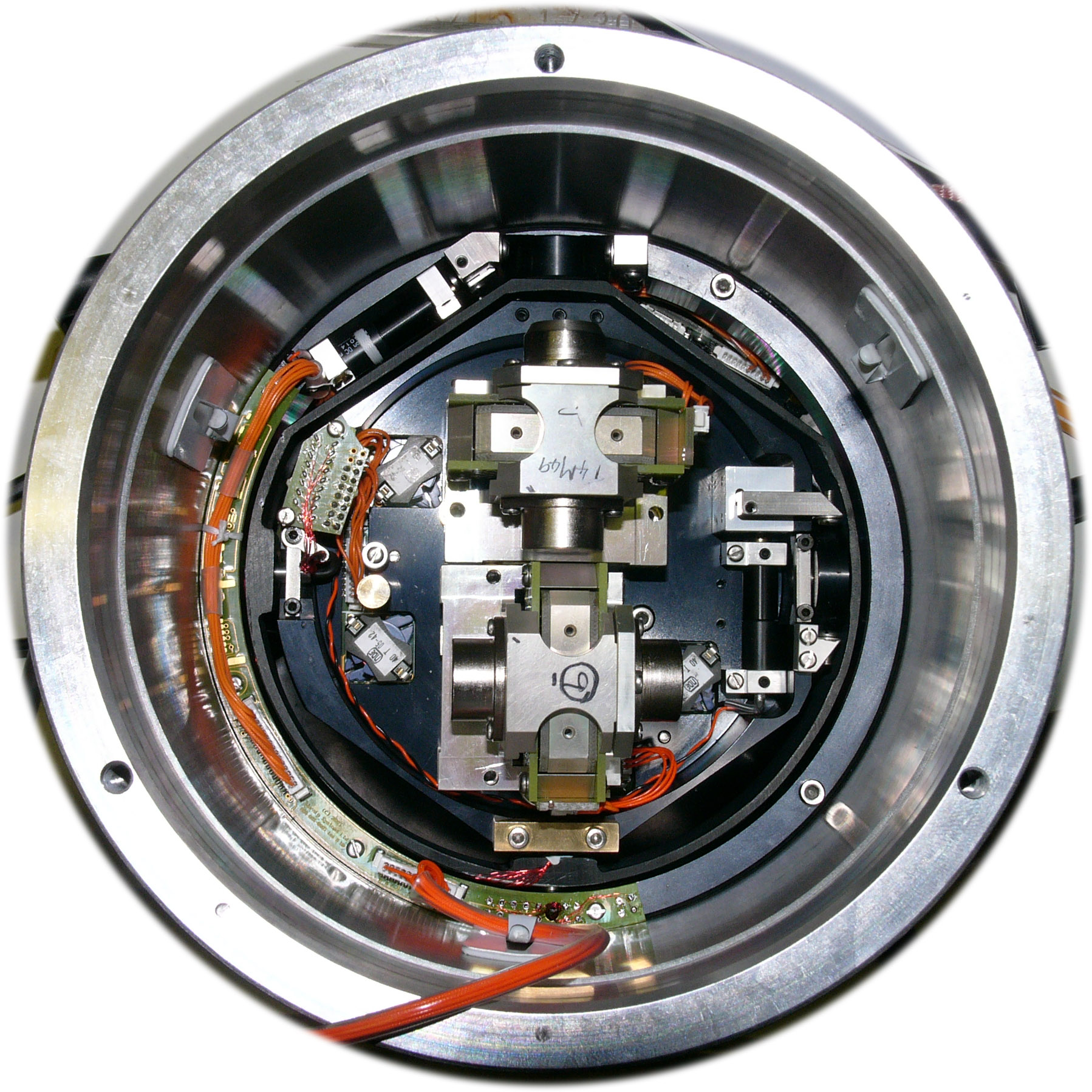
Telesismòmetre de baixa freqüència (amb la coberta treta), un model CMG-40TOBS,fabricat per Güralp Systems Ltd i part de Monterey Accelerated Research System.

Els sismògrafs moderns de banda ampla es poden registrar una ampla banda de freqüències. Consta d'una petita "massa de prova", confinada per forces elèctriques. Quan la terra es mou, el sistema electrònic intenta mantenir la massa quieta a través d'un circuit de retroalimentació.

### SismòmetresStrong-motion
Un altre tipus de sismòmetres és un sismòmetre digital strong-motion o accelerògraf. Mesuren l'acceleració. Això pot ser integrat matemàticament més tard per a donar la velocitat i la posició.

### Altres formes

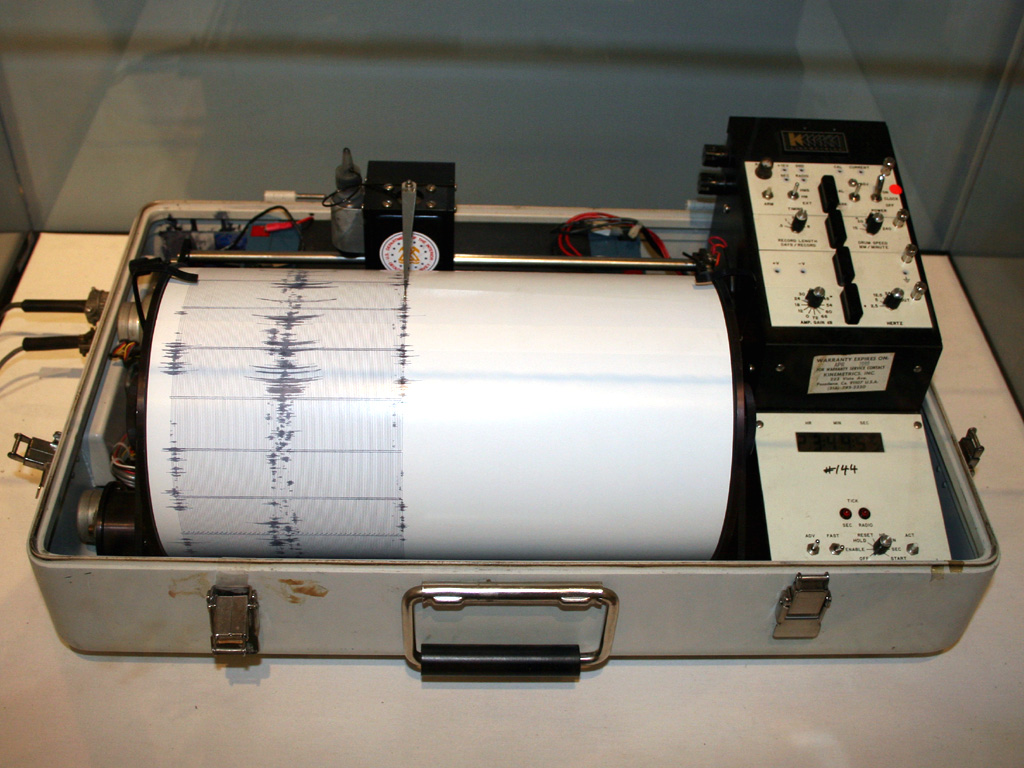
Sismògraf cinemètric.

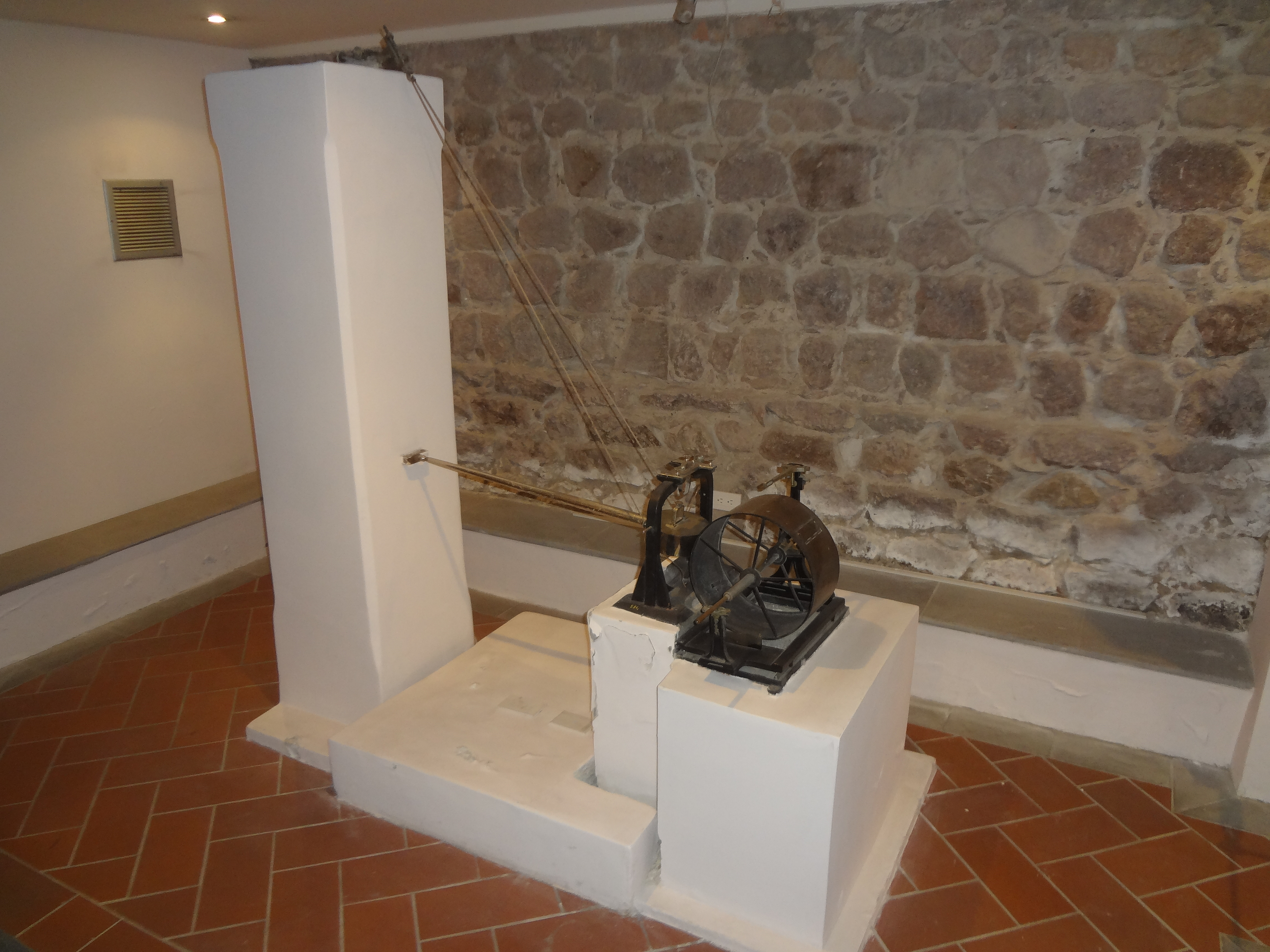
Sismògraf Antique en la el primer observatori nacional de l'Amèrica del Sud. Actualment pertany a l'Escuela Politécnica Nacional. L'Observatori Astronòmic de Quito (Observatorio Astronómico de Quito) és gestionat per l'EPN.

Els accelerògrafs i geòfons són sovint imants cilíndrics muntats amb una molla a una bobina. Reben freqüències des de diversos centenars d'hertz fins a 1 Hz.

## Registres

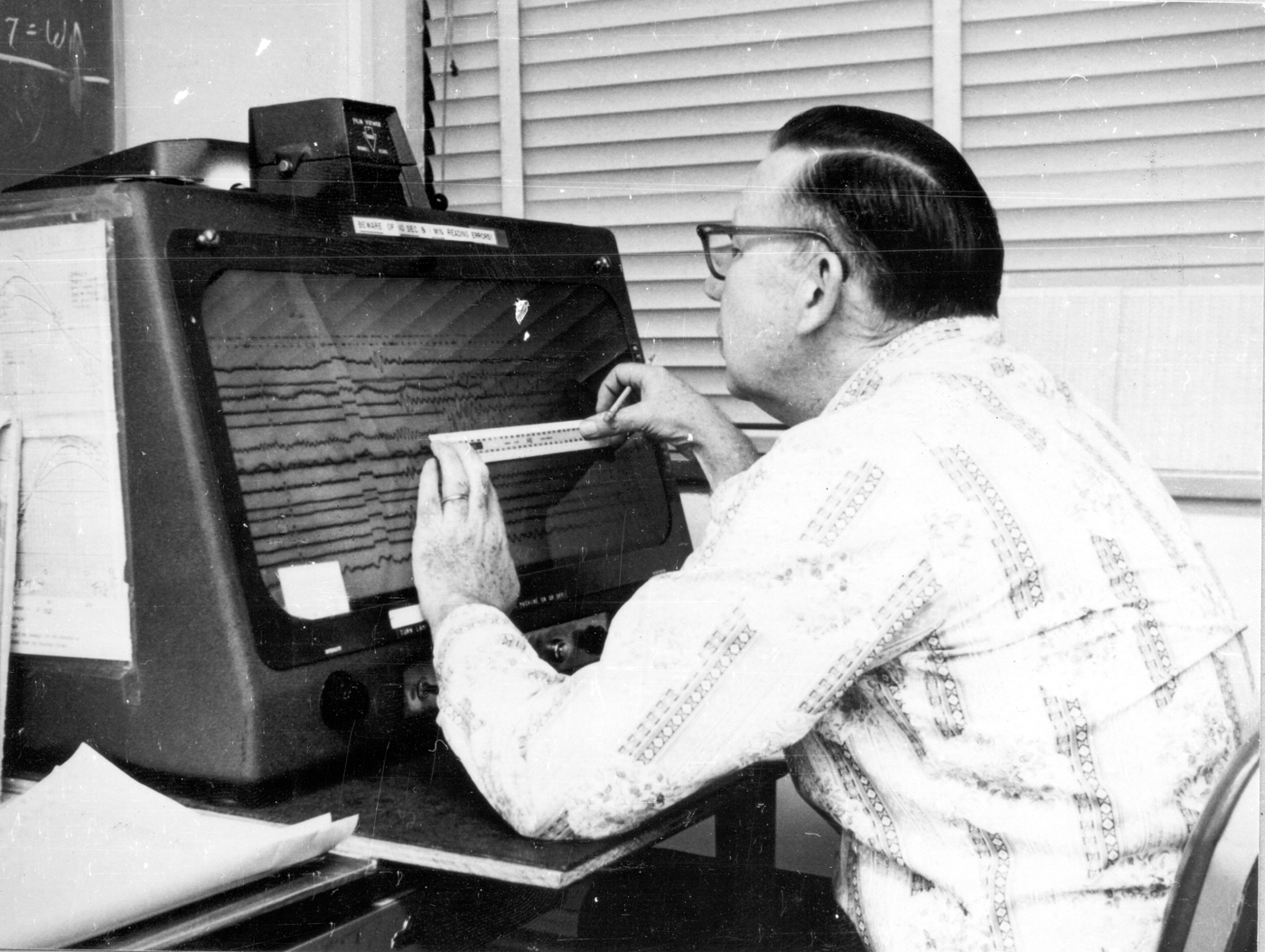
Un film develocorder

El registrador més comú és un ordinador amb un conversor analògic-a-digital, una unitat de disc (disk drive) i una connexió a internet. Per afeccionats un PC amb una targeta de so i el programari associat és adequat. La majoria de sistemes registren contínuament, però alguns només registren quan detecten un senyal.
Anteriorment al processament digital de les dades sísmiques, a finals de la dècada de 1970, el registres es feien en diferents tipus de medis, per exemple un tambor "Helicorder" i paper fotogràfic o en forma de paper i tinta. Una "Develocorder" era una màquina que registrava des de 20 canals en un film de 16-mm.Pel deteriorament sofert, gran part dels registres antics no estan disponibles.